# Нановица (област Кърджали)
Вижте пояснителната страница за други значения на Нановица.
Нановица е село в Южна България. То се намира в община Момчилград, област Кърджали.

## История
Селото е основано от заможния турски бей Али, чийто конак се намира в селото и до днес е запазен. Оттам и названието на селото сред местното население – „Конак“.

## Население
Численост и дял на етническите групи според преброяването на населението през 2011 г.:
|                     | Численост | Дял (в %) |
| Общо                | 478       | 100,00    |
| Българи             | 0         | 0,00      |
| Турци               | 474       | 99,16     |
| Цигани              | 0         | 0,00      |
| Други               | 0         | 0,00      |
| Не се самоопределят | 0         | 0,00      |
| Неотговорили        | 4         | 0,83      |

## Религии
Повечето от жителите на селото изповядват Исляма.

## Културни и природни забележителности
- Хижа „Нановица“ се намира на 3 км от светилището на Орфей „Татул“.
- Старинната къща „Конака“ на Али Бей се намира в центъра на селото.https://ahrida.org/landmark/the-fort-of-ali-bey-in-nanovitza-village/

## Други
* Почивна база „Нановица“ – РЗ Кърджали
Почивната база се намира в югоизточния дял на Родопа планина, на 30 км от гр. Кърджали,
на 15 км от гр. Момчилград и на 500 м от с. Нановица. Базата разполага с 22 легла разположени в единични апартаменти, две стаи с по две легла и четири стаи с по четири легла. Всички стаи са със собствени санитарни възли. Базата е изградена на брега на два микроязовира в борова гора. Близо до нея са следните забележителности:
- Природният феномен „Вкаменената гора“ – 5 км.
- Язовир „Студен кладенец“ – 10 км.
- Еленово стопанство „Студен кладенец“
- Резерват „Вълчи дол“
- Мегалитен паметник „Татул“ – 3 км. Вторият по големина, след „Перперикон“, скален паметник на траките в България. Легендата гласи, че там е гробът на Орфей. Има следи, доказващи, че хълмът е древна обсерватория за наблюдение на изгрева и залеза на Слънцето.

До почивната база се стига с влак до гр. Кърджали или гр. Момчилград. От Кърджали до Момчилград има автобуси на всеки половин час през работните и на всеки час през почивните дни, а от Момчилград за ПБ „Нановица“ тръгват автобуси в: 8.30,10.30,12.00,14.30,16.30 и в 17.00.

ЛОВНО СТОПАНСТВО „НАНОВИЦА“
Ловно стопанство „Нановица“ се намира в Родопите и е една от предпочитаните дестинации както от българските любители на лова, така и от чуждестранни. Красотата на Родопите и тяхната природа са обещаващи фактори за един успешен ловен излет. Базата разполага с 22 легла разпределени в стаи с 2 и 4 легла, както и един апартамент. Всяка стая е със собствен санитарен възел. На разположение са веранда, лятна беседка, охраняван паркинг, голям салон с камина, бар и кухня, както и професионален готвач. Базата работи целогодишно, а разположението и, между два язовира и борова гора, е изключително подходящо за отдих, ловен и риболовен туризъм. На брега на язовир „Студен Кладенец“ е разположено еленовото стопанство на базата, едно от най-добрите дивечовъдни стопанства в България. На площ от няколко хиляди декара живеят стотици благородни елени, сърни, диви прасета и елени-лопатари. Гостите на база Нановица, които обичат риболова, имат неподозирани възможности за приятен отдих. Река Върбица е богата на черна мряна, скобар и речен кефал. Във водите на язовир „Студен кладенец“ са улавяни рекордни екземпляри от най-големия речен хищник – сомът.
В цената влиза:
Ловен гид, транспорт, нощувка.
Забележка: Ловните стопанства са с международни сертификати за трофеите (легални документи за изнасяне на трофеите от страната)